# Palazzo di Marmo (Potsdam)
Il Palazzo di Marmo (in tedesco Marmorpalais) è un palazzo situato a Potsdam nel Giardino Nuovo, sulle rive dell'Heiliger See ("Lago santo"). Il palazzo fu commissionato da Federico Guglielmo II di Prussia e realizzato in stile neoclassico dagli architetti Carl von Gontard e (dal 1789) Carl Gotthard Langhans.
Fa parte del complesso dei palazzi e parchi di Potsdam e Berlino iscritti nella lista dei patrimoni dell'umanità dell'UNESCO nel 1990. È posto sotto tutela monumentale (Denkmalschutz).